# Бокль, Генри Томас
Генри Томас Бокль (англ. Henry Thomas Buckle, 24 ноября 1821 — 29 мая 1862) — английский историк, автор «Истории цивилизации в Англии» («History of Civilization in England»). Также известен как шахматист — выиграл первый в Британии шахматный турнир в 1849 году.

## Биография
Генри Томас Бокль родился 24 ноября 1821 в городе Ли (графство Кент) в семье богатого лондонского купца.
Духовным развитием и воспитанием своим Бокль всецело обязан матери: она была женщина очень религиозная, но никому не навязывала своих убеждений; юноша очень любил слушать, как мать читала Библию. Вера в прогресс, в истину и любовь к поэзии были привиты Боклю его матерью. Любовь к чтению зародилась в нем после знакомства с произведением «Тысяча и одна ночь». Любимым его занятием было читать вслух Уильяма Шекспира. От отца Бокль унаследовал любовь к политике и блестящую память.
Здоровьем Бокль не отличался и потому и не мог долго оставаться в школе. Его рано отдали в школу в Кенглиш-Тоне, где он достиг больших успехов. Когда в 14 лет он получил первую премию за математику, отец спросил, какой награды желает сын; мальчик просил позволения оставить школу и самому заняться своим образованием. Отец согласился.
Всю жизнь писал монументальную «Историю цивилизации в Англии» об истории умственного развития в своей стране и не только. Сперва он хотел написать полную историю человеческой цивилизации и только впоследствии, видя неисполнимость такого плана при существующих материалах, ограничился Британией.
В 1840 году отец умер, и Бокль остался с матерью. Об уважении к ней свидетельствует посвящение первого и второго тома его книги: первый том посвящён ей, второй — её памяти. Смерть отца сделала Бокля владельцем большого состояния, которое он употребил главным образом на покупку книг и составил себе обширную библиотеку. К 25 годам знал 19 языков, свободно читал на них. Окружённый книгами, Бокль готовил свою историю и твёрдо держал данное себе слово ничего не печатать, пока нельзя будет начать издание главного труда его жизни.
В 1858 году умерла его мать, и, чтобы поправить своё душевное здоровье, историк отправился в путешествие по святым местам, но по дороге заболел тифом, от чего и умер в Дамаске. В предсмертном бреду он постоянно повторял: «Книга! моя книга! я никогда не кончу моей книги!».
На его могиле, на мраморном памятнике вырезаны старинные арабские стихи:
«Написанное слово надолго переживает писавшего его;
Писавший покоится в земле, а произведения его живут».

## Взгляды
Разделял идеи зарождавшейся социологии, позитивизма, географического детерминизма.

## Избранные труды
публикации на русском языке
- Бокль Г. Т. Влияние женщины на успехи знания : [Речь, произнесенная в Королевск. ин-те в пятницу 19-го марта 1858 г.] / Пер. с англ. С. Буйницкого. — СПб.: А. Буйницкий, 1864. — 54 с.
  -  / Пер. Г. Думшина. — СПб.: тип. Н. Тиблена и К°, 1864. — 32 с.
  -  / Пер. с англ. М. А. Лазаревой. — 2-е изд. — М.: типо-лит. т-ва И. Н. Кушнерев и К°, 1890. — 49 с.
  -  / Пер. с англ. М. А. Лазаревой. — 3-е изд. — СПб.: В. И. Губинский, 1896. — 56 с.
- Бокль Г. Т. Женщина и её влияние на мужчин = The influence of women on the progress of knowledge / Пер. Вортеп. — СПб.: А. Ф. Сухова, 1901. — 32 с.
  - . — 2-е изд. — СПб.: электропеч. Я. Левенштейн, 1903. — 40 с.
- Бокль Г. Т. История цивилизации в Англии / Пер. А. Н. Буйницкого и Ф. Н. Ненарокомова. — СПб.: Лермантов и К° : тип. Ю. А. Бокрама, 1862—1864. — Т. 1 (Ч. 1, 2), 2. — 575+122+52 с.
  - переиздания в 1866 и 1874—1875 гг.
- Бокль Г. Т. История цивилизации в Англии / Пер. А. Н. Буйницкого. — СПб.: Ф. Павленков, 1895. — Т. 1, 2. — 528 с.
  - переиздания в 1896 и 1906 гг.
  - Бокль Г. Т. История цивилизаций. История цивилизации в Англии. — М.: Мысль, 2000—2002. — Т. 1, 2. — 461+509 с. — 5000 экз. — ISBN 5-244-00770-X. — ISBN 5-244-01006-9.
- Бокль Г. Т. История цивилизации в Англии / Пер. К. Бестужева-Рюмина. — СПб.: Н. Тиблен, 1863—1864. — Т. 1 (Ч. 1, Ч. 2), Т. 2. — 694+510 с.
  - . — 2-е изд., испр. — СПб.: Тиблен и Пантелеев, 1864—1865. — 700+536 с.
  - . — 3-е изд. — СПб.; М.: М. О. Вольф, 1873.
- Бокль Г. Т. История цивилизации в Англии / В попул. изложении О. К. Нотовича. — СПб.: Рус. худож. тип. И. Гольдберга, 1876. — 196 с.
  - Бокль Г. Т. История цивилизации в Англии / В попул. изложении О. К. Нотовича. Второе издание — СПб.: Тип. газ. «Новости», 1895. — 196 с.
  - Бокль Г. Т. История цивилизации в Англии. — 16-е изд. — СПб.: тип. газ. «Новости», 1899. — 196 с.
- Бокль Г. Т. Этюды : С биогр. и фотогр. изящным портр. авт. / Пер. с англ. под ред. П. Н. Ткачёва. — СПб.: Ю. Луканин и К°, 1867. — 239 с. — (Содерж.: 1. Генри Томас Бокль. (Биогр. очерк). 2. Милль о свободе. 3. Письмо к издателю «Traser's Magazine». 4. Письмо к одному джентльмену по поводу дела Пулэ. 5. Влияние женщин на успехи знания. 6. Примечание П. Н. Ткачева к статье «Влияние женщин на успехи знания»).